# 대한민국 형사소송법 제331조
대한민국 형사소송법 제80조는 무죄등 선고와 구속영장의 효력에 대한 형사소송법의 조문이다.

## 조문
제331조(무죄등 선고와 구속영장의 효력)무죄, 면소, 형의 면제, 형의 선고유예, 형의 집행유예, 공소기각 또는 벌금이나 과료를 과하는 판결이 선고된 때에는 구속영장은 효력을 잃는다.  <개정 1995.12.29.>
[92헌가8 1992.12.24.(1995.12.29 ..法5054)]

## 참고 문헌
- 손동권 신이철, 새로운 형사소송법(초판, 2013), 세창, 2013. ISBN 9788984114081